# Prapetno Brdo
Prapetno Brdo – wieś w Słowenii, w gminie Tolmin. W 2018 roku liczyła 124 mieszkańców.